# Patagosaurus fariasi
Il patagosauro (Patagosaurus fariasi) era un dinosauro erbivoro vissuto nel Giurassico medio (Calloviano, circa 160 milioni di anni fa) e i cui resti, come indica il nome, sono stati ritrovati in Patagonia (Argentina).

## Un grande sauropode primitivo
Questo grande animale, lungo circa 15 metri, è conosciuto per numerosi resti fossili appartenenti a una dozzina di individui ed è stato descritto per la prima volta da José Bonaparte nel 1979. Dato l'ingente materiale a disposizione dei paleontologi, il patagosauro è uno dei più noti sauropodi primitivi, anche se alcuni resti attribuiti sembrerebbero rappresentare un nuovo genere di sauropode. Dotato di collo e coda relativamente allungati, corpo voluminoso e zampe colonnari, il patagosauro probabilmente vagava in gruppi per le pianure del Sudamerica, tenendo i piccoli al centro della mandria per proteggerli dai carnivori come Piatnitzkysaurus. Le parentele di questo dinosauro sono da ricercare in forme europee molto famose ma meno conosciute, come Cetiosaurus. Un altro sauropode della stessa formazione geologica è Volkheimeria, forse imparentato con i brachiosauridi.